# Alliance Airlines
Alliance Airlines ist eine australische Fluggesellschaft mit Sitz in Brisbane und Basis auf dem Flughafen Brisbane. Qantas besitzt rund 20 Prozent an der Gesellschaft.

## Geschichte
Die Gründung und die Aufnahme des Flugbetriebs der Alliance Airlines erfolgten im August 2002. Die Queensland Airline Holding erwarb den Nachlass der nicht mehr aktiven Flight West Airlines, die 1987 gegründet und 2001 aufgelöst wurde. Alliance besaß einen Wetleasing-Vertrag mit Norfolk Jet Express, bis diese am 4. Juni 2005 ebenfalls aufgelöst wurde. Alliance Airlines führte den Flugbetrieb eine Woche lang weiter, dann übernahm Qantas den Flugbetrieb mit einer Maschine von Air Nauru.
2015 verkaufte Austrian Airlines 15 Fokker 100 und sechs Fokker 70 an Alliance Airlines. Abgewickelt wurde die Transaktion in bar und in Anteilen der Alliance Airlines. Im Frühling 2019 verkaufte die Lufthansa Group mit Gewinn die letzte Tranche ihrer Beteiligung, gleichzeitig wurde bekannt, dass Qantas 19,9 Prozent übernahm. Auch die Helvetic Airways veräußerte der Alliance Airlines fünf Fokker 100 samt Ersatztriebwerken, Ersatzteilen und Werkzeugen.

## Flugziele
Alliance Airlines fliegt von ihren vier Drehkreuzen Ziele innerhalb Australiens, nach Neuseelands, Ozeanien und Südostasien. Alliance Airlines ist spezialisiert auf Flüge für Bergwerksgesellschaften, deren Arbeiter zu und von ihren Arbeitsorten geflogen werden. Im Weiteren fliegt sie Wet-Lease für Virgin Australia und im Auftrag der Regierung von Australien.

## Flotte

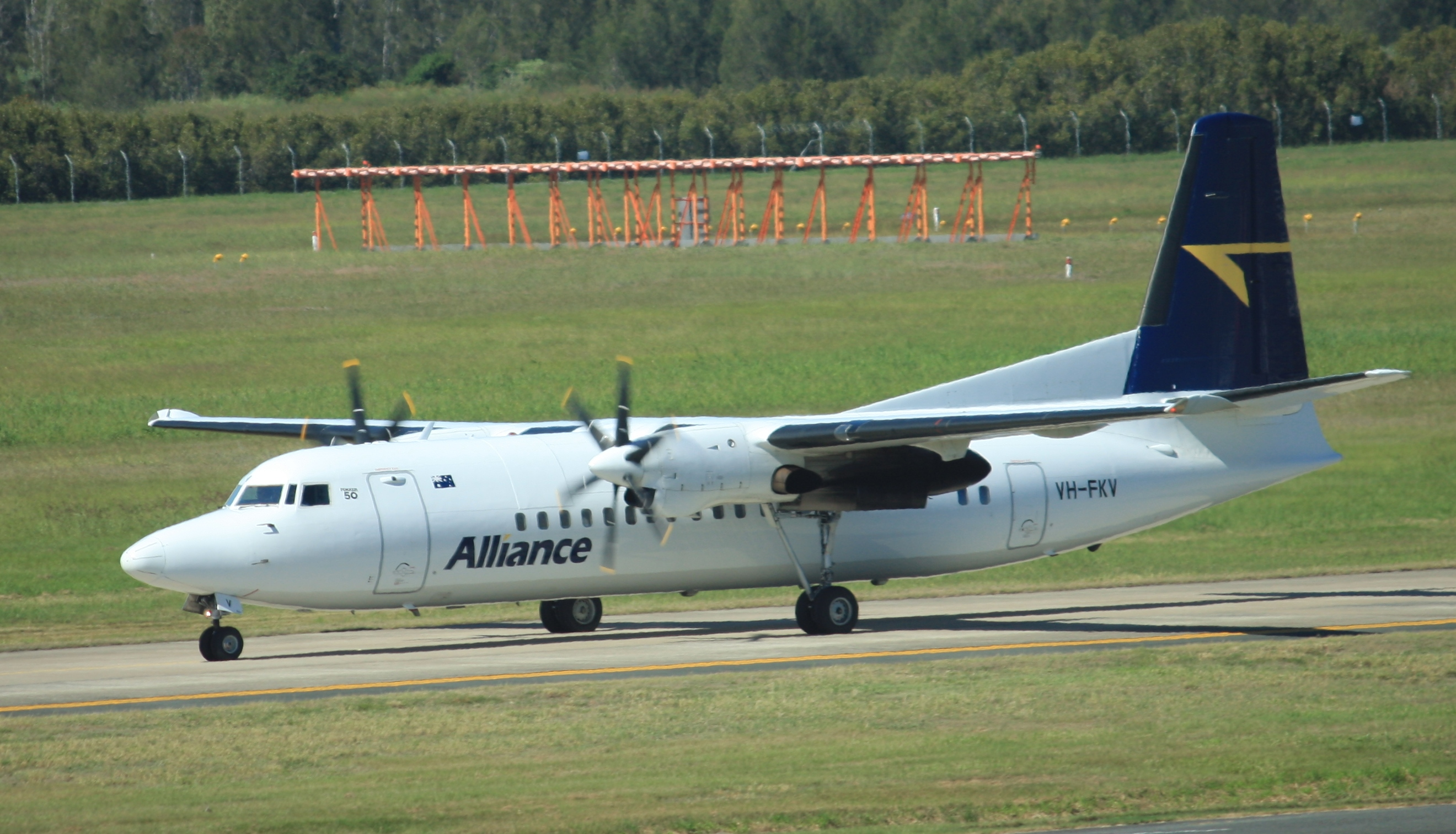
Fokker 50 der Alliance Airlines

### Aktuelle Flotte
Mit Stand April 2025 besteht die Flotte der Alliance Airlines aus 87 Flugzeugen mit einem Durchschnittsalter von 23,9 Jahren:
| Flugzeugtyp     | Anzahl | bestellt | Anmerkungen | Sitzplätze (Business/Economy)    | Durchschnittsalter |
| --------------- | ------ | -------- | --- | -------------------------------- | ------------------ |
| Embraer ERJ-190 | 50     | 13       | elf inaktiv; vier betrieben für Airnorth, 24 betrieben für QantasLink                                               | 100 (-/100) 97 (9/88) 94 (10/84) | 17,7 Jahre         |
| Fokker 100      | 25     |          | drei inaktiv; eine betrieben für Virgin Australia; Alliance Airlines betreibt die weltweit größte Fokker-100-Flotte | 100 (-/100)                      | 33,5 Jahre         |
| Fokker 70       | 12     |          | eine inaktiv | 80 (-/80) 72 (12/60)             | 29,6 Jahre         |
| Gesamt          | 87     | 13       | |                                  | 23,9 Jahre         |

### Aktuelle Sonderbemalungen
| Bemalung                                                       | Flugzeugtyp | Luftfahrzeugkennzeichen | Zeitraum            | Bild |
| -------------------------------------------------------------- | ----------- | ----------------------- | ------------------- | --- |
| Air Force Centenary 2021                                       | Embraer 190 | VH-UYB                  | seit März 2021      | |
| Breast Cancer Network Australia (BCNA)                         | Fokker 70   | VH-NUU                  | seit August 2019    | |
| 100th Anniversary of the 1st Aerial Flight England - Australia | Fokker 70   | VH-QQW                  | seit September 2019 | |
| 90th Anniversary - 1st Trans Pacific Flight                    | Fokker 100  | VH-FGB                  | seit Januar 2018    | Bild gesucht Die Wikipedia wünscht sich an dieser Stelle ein Bild. Falls du dabei helfen möchtest, erklärt die Anleitung , wie das geht. |
| Sir Charles Kingsford Smith - Southern Cross Minor             | Fokker 100  | VH-UQG                  | seit Januar 2020    | |

### Ehemalige Flugzeugtypen
- Boeing 737-400
- Fokker 50